# Famille Payen
 (juillet 2024).
Si vous disposez d'ouvrages ou d'articles de référence ou si vous connaissez des sites web de qualité traitant du thème abordé ici, merci de compléter l'article en donnant les références utiles à sa vérifiabilité et en les liant à la section « Notes et références ».
La famille Payen, originaire de Tournai est une famille d'architectes qui fut active au XVIIIe siècle dans les Pays-Bas autrichiens, puis au XIXe siècle dans le royaume de Belgique.

## Personnalités
- Antoine Joseph Payen, maître charpentier, né à Tournai en 1716 et y décédé en 1793, épousa en 1748, Marie Catherine Dumortier. Dont : 
  - 1) Antoine Payen l'Aîné (1749-1798), architecte.
    - Antoine Payen, (1792-1853), artiste-peintre et naturaliste, fils du précédent.

  - 2) Auguste Payen l'Aîné (1759-1812), architecte, frère d'Antoine Payen l'Aîné.
    - Auguste Payen (1801-1877), architecte, fils du précédent[1].